# Giórgos Papandréou
Ne doit pas être confondu avec Geórgios Papandréou.
Pour les articles homonymes, voir Papandréou.
Giórgos Papandréou (en grec moderne : Γιώργος Ανδρέα Παπανδρέου, souvent traduit Georges Papandréou), né le 16 juin 1952 à Saint Paul (États-Unis), est un homme d'État grec, membre du Mouvement des socialistes démocrates (Kinima). Président de l'Internationale socialiste (IS) de 2006 à 2022, il a longtemps été membre et dirigeant du Mouvement socialiste panhellénique (PASOK).
Fils de l'ancien Premier ministre Andréas Papandréou, il est notamment ministre de l'Éducation, puis des Affaires étrangères dans des gouvernements socialistes. Président du PASOK à partir de 2004, il est nommé Premier ministre de Grèce après la victoire de la gauche aux élections législatives de 2009. Il est rapidement confronté aux effets d'une grave crise financière provoquée par l'emballement de la dette publique, ce qui l'oblige à mettre en œuvre une sévère politique d'austérité. 
Il quitte le pouvoir en 2011, sous la pression des institutions européennes et des créanciers de la Grèce. Quatre ans plus tard, il quitte le PASOK et fonde son propre parti sans parvenir à conserver son siège de député, ce qui exclut la famille Papandréou du Parlement grec pour la première fois depuis 1923.
Après s'être brièvement retiré de la vie politique, il redevient député en 2019 mais échoue à retrouver un rôle de premier plan.

## Origines, études et famille

### Héritier d'une dynastie politique
Né en 1952 à Saint-Paul, aux États-Unis, il est le fils d'Andréas Papandréou (1919-1996), Premier ministre de 1981 à 1989 puis de 1993 à 1996, et de Margaret Chant, de nationalité américaine. Il est, en outre, le petit-fils de Geórgios Papandréou (1888-1968), qui fut également Premier ministre grec, en novembre-décembre 1963, puis de février 1964 à juillet 1965.

### Formation à l'étranger
Giórgos Papandréou commence sa scolarité à Toronto, Canada. Il suit ensuite ses études au Amherst College, dans le Massachusetts, où il obtient son baccalauréat en arts, à l'université de Stockholm, à la London School of Economics, où il obtient son master en sociologie, et, enfin, à l'université Harvard.

### Mariages
Giórgos Papandréou épouse, en 1976, Evánthia Zisímidis, née à Chypre et résidant au Royaume-Uni. De ce mariage, naît un fils, Andréas, en 1982. Le couple divorce en 1987. Après avoir épousé Áda Papapánou en secondes noces, Giórgos Papandréou devient père d'une fille, Margaríta-Eléna, en 1990.

## Carrière de chercheur
Son activité professionnelle débute en 1972, lorsqu'il est chargé de recherches sur les problèmes des migrations à l'université de Stockholm, jusqu'en 1973. Par la suite, il devient membre du centre de recherches sur les relations internationales de Harvard de 1992 à 1993. Il parle couramment le grec, l'anglais et le suédois.

## Parcours politique

### Débuts
Giórgos Papandréou est de retour en Grèce après la chute des colonels en 1974, et adhère au Mouvement socialiste panhellénique (PASOK). Il devient membre du comité central du parti en 1984. L'année au cours de laquelle son père devint Premier ministre, en 1981, Giórgos Papandréou entra au Conseil des Grecs pour une circonscription en Achaïe, la région d'où sa famille est originaire.
Il est nommé quatre ans plus tard sous-secrétaire d'État aux Affaires culturelles.

### Père et fils au sein du gouvernement
Giórgos Papandréou est promu ministre de l'Éducation et des Affaires religieuses le 22 juin 1988, dans le gouvernement de son père, Andréas, mais doit renoncer à ce poste dès le 2 juillet 1989, au début d'une période d'instabilité politique pour le pays. Avec le retour au pouvoir du PASOK en 1993, il devient ministre adjoint des Affaires étrangères, puis retrouve le ministère de l'Éducation le 8 juillet 1994. Il met alors en place la discrimination positive en réservant 5 % des postes universitaires en Thrace à des musulmans, tout en créant l'enseignement universitaire à distance en Grèce.
Lorsque son père est remplacé par Kóstas Simítis à la tête du gouvernement en 1996, il retourne au ministère des Affaires étrangères en tant que ministre adjoint. Un an plus tard, il est chargé de coordonner l'action gouvernementale en vue de la candidature grecque à l'organisation des Jeux olympiques d'été de 2004.
Le 18 février 1999, Giórgos Papandréou est nommé ministre des Affaires étrangères, à la suite de la démission de Theódoros Pángalos. Il met alors en œuvre une politique de rapprochement avec la Turquie. Il a d'ailleurs reçu le prix Ipektsi (Abdi Ipekci Peace and Friendship Prize) créé en 1981 pour honorer ceux qui favorisent les bonnes relations entre Grèce et Turquie,.

### Président du PASOK
Alors que les sondages annoncent une probable défaite pour le PASOK, le président du parti, Kóstas Simítis, démissionne en janvier 2004 de son poste et l'offre à Papandréou, homme politique le plus populaire de Grèce. Dans le but de démocratiser le mouvement, il organise des primaires pour désigner le nouveau président, même s'il n'eut aucun opposant. Il veut ainsi rompre avec la tradition des « dynasties politiques ». Il ne parvient toutefois pas à remporter les élections législatives et le PASOK perd donc le pouvoir au profit des conservateurs de Kóstas Karamanlís.
Élu vice-président de l'Internationale socialiste (IS) en mai 2005, il en devient président le 30 janvier 2006, à la suite de la nomination d'António Guterres au poste de haut-commissaire des Nations unies pour les réfugiés.
Après une nouvelle défaite électorale du PASOK en 2007, la direction du mouvement lui est contestée par Evángelos Venizélos et Kóstas Skandalidis, mais il réussit à se maintenir en poste.

### Premier ministre

#### Victoire aux élections législatives de 2009
Le 4 octobre 2009, le PASOK obtient 43,94 % des suffrages aux élections législatives, et 160 sièges, au Conseil des Grecs, soit la majorité absolue.
Il succède à Kóstas Karamanlís au poste de Premier ministre deux jours plus tard. Il forme son premier gouvernement, avec de fortes personnalités du PASOK, comme l'ancien ministre des Affaires étrangères, Theódoros Pángalos au poste de vice-Premier ministre, mais aussi Loúka Katséli à l'Économie et à la Marine marchande, ainsi que Giórgos Papakonstantínou aux Finances, poste stratégique du gouvernement. Par ailleurs, le grand rival historique de Papandréou au sein du PASOK, Evángelos Venizélos, est nommé à la Défense nationale. Venizélos est connu pour sa rivalité avec le nouveau Premier ministre depuis 2007, date à laquelle les deux hommes s'étaient alors affrontés pour la présidence du parti.

#### Gestion de la crise financière
Onze jours après son arrivée au pouvoir, il annonce, dans un souci de transparence, que l'état réel des finances grecques avait été caché par le précédent gouvernement,,,. Il fait rétablir les véritables données économiques, dont un déficit équivalent à 12,5 % du PIB pour la seule année 2009. La Commission européenne confirmera cette falsification des données quelques semaines plus tard. Il décide donc de renoncer à son programme de campagne. Il mène alors une politique d'austérité. Les mesures qu'il souhaiterait faire adopter comprennent une diminution des investissements publics, ainsi qu'une baisse des primes accordées aux fonctionnaires, et des pensions accordées aux retraités, avec un recul de cinq ans, à 65 ans, de l'âge légal de départ à la retraite. Les mesures prévoient également la création de nouveaux impôts, et l'augmentation de deux points de la TVA. Elles ont pour objectif d'économiser 30 milliards d'euros en trois ans, et de faire passer le déficit public de 13,6 % en 2009, à 2,6 % en 2014.
Papandréou obtient le soutien du FMI et de la zone euro, sous forme d'un prêt de 110 milliards d'euros sur trois ans, à la fin de l'année 2010.
Le 15 juin 2011, la Grèce est fortement touchée par une vague de protestation qui s'étend dans tout le pays, en particulier à Athènes, la capitale. Les Grecs manifestent alors contre les différents plans d'austérité du gouvernement Papandréou et demandent la démission de Giórgos Papakonstantínou, le ministre des Finances. Sous pression, isolé, dans ce contexte de crise économique et sociale, Geórgios Papandréou propose de démissionner et de former immédiatement un gouvernement d'unité nationale, dans le but d'apaiser la colère de ses concitoyens. Mais après le refus du parti d'opposition, le Premier ministre annonce dans une déclaration télévisée qu'il formera un nouveau gouvernement dès le lendemain avec des personnalités issues du PASOK et qu'il demandera la confiance dans les jours à venir. Malgré ces annonces, deux députés du PASOK, Georges Floridis et Hector Nasiokas, annoncent leur démission, ce qui met en cause l'autorité de Papandréou sur ses troupes, qu'il réunit le jour-même au sein du Parlement grec.
Le 17 juin, Papandréou annonce la composition de son cabinet remanié : son grand rival au sein du PASOK, le ministre de la Défense nationale, Evángelos Venizélos est nommé au poste stratégique et important en ces temps de crise de ministre des Finances et obtient également le titre de vice-Premier ministre. Il s'agit, selon le presse hellénique et européenne, d'une belle revanche
pour Venizélos, qui rêvait d'occuper un poste clé du nouveau gouvernement; le ministre des Finances sortant, Giórgos Papakonstantínou, qui ne voulait pas quitter le cabinet, est nommé quant à lui à l'Environnement. Au ministère de l'Intérieur, Yánnis Ragoússis, nommé ministre des Transports et des Infrastructures, est remplacé par le ministre de la Justice et des Droits de l'Homme, Háris Kastanídis ; le Premier ministre annonce également la scission entre le portefeuille ministériel de l'Intérieur et celui de l'Administration électronique, jusque-là, occupés tous les deux par un seul ministre.

#### Fin du mandat et démission
Il décide, le 31 octobre, d'organiser un référendum sur le plan de sortie de crise approuvé cinq jours plus tôt par l'Eurogroupe et qui prévoit notamment une diminution de 50 % du montant de la dette grecque détenue par le secteur bancaire privé. Ce référendum devait être une réponse apportée aux Grecs qui manifestaient depuis plusieurs mois contre les différentes réformes « imposées » par des institutions internationales,,. Cette annonce entraîne une importante chute des Bourses européennes dès le lendemain. Ce choix est critiqué par l'opposition, qui y voit un moyen d'éviter des élections législatives anticipées.
Devant la pression des dirigeants européens, il renonce à la tenue d'un référendum. Il plaide pour un gouvernement d'union nationale et obtient de justesse la confiance du Parlement le 4 novembre 2011. Deux jours plus tard, il parvient à un accord avec Antónis Samarás, président de la Nouvelle Démocratie, prévoyant la nomination d'un nouveau Premier ministre, le 7 novembre, et la formation d'un nouveau gouvernement. Il remet sa démission au président Károlos Papoúlias le 9 novembre, sans que le nom de son successeur ne soit connu. C'est finalement l'ancien vice-président de la Banque centrale européenne et ex-gouverneur de la Banque de Grèce, Loukás Papadímos, qui lui succède deux jours plus tard. Après avoir quitté la villa Máximos, il se rend au siège du PASOK, où une fête est donnée pour lui rendre hommage.

### Après le pouvoir
Remplacé, le 18 mars 2012, par Evángelos Venizélos, ministre des Finances et son principal opposant interne, à la présidence du PASOK, il est réélu député, dans la circonscription d'Achaïe, lors des élections législatives du 6 mai suivant. À partir d'octobre 2012, il effectue une série de séminaires sur la crise politico-économique à Harvard. Le montant de son salaire, 46 000 euros par mois, suscite de multiples commentaires dans la presse et la population grecque.

### Retour en politique
Il fait son retour en politique près de trois ans plus tard, en décembre 2014 : il annonce la création prochaine d'un nouveau parti progressiste situé au centre gauche, opposé au populisme, au néolibéralisme, à l'étatisme et à la corruption ; à cette occasion, il critique durement la coalition au pouvoir, dont fait partie le PASOK, estimant qu'elle ne recherche que son maintien au pouvoir et non l'intérêt général. Le 23 de ce mois, à la suite du deuxième tour infructueux de l'élection présidentielle, il rencontre Venizélos, qui critique vertement sa décision de quitter le parti socialiste et lui propose, sans succès, que tous deux s'opposent lors d'un congrès qui serait convoqué en janvier 2015.
Finalement, des élections législatives anticipées sont convoquées le 25 janvier 2015. Le 2 janvier, il dépose au tribunal d'instance d'Athènes son parti, baptisé « Mouvement des socialistes démocrates » (en grec moderne : Kinima Dimokraton Sosialiston, abrégé en KIDISO). Avec des listes de candidats déjà complétées aux quatre cinquièmes, il a pour objectif de se classer troisième du scrutin, devant le PASOK, l'Aube dorée et La Rivière afin de peser sur la formation du prochain gouvernement. Au moins cinq députés du PASOK devraient le rejoindre, ainsi que l'ancien ministre socialiste Dimítris Réppas. En réaction, le Mouvement socialiste panhellénique qualifie sa décision d'acte politique « immoral et insensé » destiné à « créer son propre parti, privé et personnel ».
À l'issue du scrutin, KIDISO n'obtient que 2,6 % des suffrages, échouant à atteindre le seuil de 3 % nécessaire pour avoir des sièges au Parlement.
En 2019, il est élu député pour le Mouvement pour le changement auquel son parti participe.

## Décorations
- Grand-croix de l'ordre du Mérite de la République fédérale  Allemagne
- Chevalier grand-croix de l'ordre du Mérite de la République  Italie
- Grand-croix de l'ordre de la Couronne  Belgique
- Grand-croix de l'ordre de Pie IX  Vatican
- Grand-croix de l'ordre d'Isabelle la Catholique  Espagne
- Grand-croix de l'ordre royal de l'Étoile polaire  Suède
- Grand-croix de l'ordre de l'Infant Dom Henri  Portugal
- Commandeur avec étoile de l'ordre du Mérite de la République  Pologne
- ordre de l'Étoile blanche de 1re classe  Estonie